# Водзицькі (герб)
Водзицькі (пол. Wodzicki) – шляхетський герб з нобілітації, різновид герба Леліва.

## Опис герба
У блакитному полі золотий півмісяць рогами догори, над яким шестикутна золота зірка. У клейноді половина здибленого (вискакуючого з корони догори в правий бік) золотого лева із задертим хвостом, що тримає у передній правій лабі увінчаний лілією скіпетр. Намет блакитний, підбитий золотом.

## Історія
Згідно геральдика Єжи Дуніна-Борковського герб дарований сім'ї краківських міщан 12 лютого 1676 року (мали бути прийняті до герба Леліва через Прокопа Яна з Гранова Грановського).
Каспер Несецький дає інформацію про те, що герб був наданий Вавженцеві і Мацеєві Водзицьким за заслуги у війні з Туреччиною.
Коли 28 листопада 1799 року Еліаш Водзицький, а 16 жовтня 1800 і його брат Францішек, отримали від імператора Священної Римської імперії Франца II Габсбурга титул графів Королівства Галичини і Володимирії, то, відповідно, вони отримали доповнення до своїх гербів, що вказували на їхній графський титул. Таким чинином, титулована лінія родини Водзицьких отримала новий герб, що є відміною герба "Водзицькі" — "Водзицькі Графи".

## Роди
Борштини (Borsztyn), Водзицькі (Wodzicki).